# Test Dickeya-Fullera
Test Dickeya-Fullera (skrótowo test DF) – test sprawdzający obecność pierwiastka jednostkowego w modelu autoregresyjnym. Opracowany w 1979 roku przez D.A. Dickeya i W.A. Fullera.

## Użycie
Prosty model AR(1) ma postać
{\displaystyle y_{t}=\rho y_{t-1}+u_{t},}
gdzie {\displaystyle y_{t}} to zmienna objaśniana, {\displaystyle t} indeks czasowy, {\displaystyle \rho } współczynnik, a {\displaystyle u_{t}} błąd oszacowania (biały szum). Pierwiastek jednostkowy występuje, gdy {\displaystyle \rho =1.} W takim wypadku model jest niestacjonarny.
Model regresji może zostać zapisany pod postacią
{\displaystyle \nabla y_{t}=(\rho -1)y_{t-1}+u_{t}=\delta y_{t-1}+u_{t},}
gdzie {\displaystyle \nabla } jest operatorem pierwszych różnic. Możliwa jest estymacja takiego modelu, testowanie na obecność pierwiastka jednostkowego jest równoważne testowaniu czy {\displaystyle \delta =0} (gdzie {\displaystyle \delta =\rho -1}). Do wyznaczenia wartości krytycznych nie można użyć jednak standardowego rozkładu t-Studenta, gdyż wartość {\displaystyle t} wyestymowanego współczynnika przy {\displaystyle Y_{t-1}} nie wpisuje się w rozkład {\displaystyle t} nawet w dużych próbkach, nie ma asymptotycznego rozkładu normalnego. Statystyka {\displaystyle \tau } ta ma jednak własny rozkład nazywany rozkładem Dickeya-Fullera (także rozkładem tau).
Występują trzy główne warianty testu:
1. na obecność pierwiastka jednostkowego:
{\displaystyle \nabla y_{t}=\delta y_{t-1}+u_{t},}
2. na obecność pierwiastka jednostkowego z dryftem:
{\displaystyle \nabla y_{t}=a_{0}+\delta y_{t-1}+u_{t},}
3. na obecność pierwiastka jednostkowego z dryftem i trendem deterministycznym:
{\displaystyle \nabla y_{t}=a_{0}+a_{1}t+\delta y_{t-1}+u_{t}.}
Każda wersja testu ma swoją wartość krytyczną, która zależy od wielkości próbki. W każdym wypadku hipoteza zerowa mówi o obecności pierwiastka jednostkowego, {\displaystyle \delta =0} – szereg jest niestacjonarny.
Występuje także rozszerzony test Dickeya-Fullera (ADF) który niweluje wpływ autokorelacji w szeregu czasowym.